# إصلاح اللغة

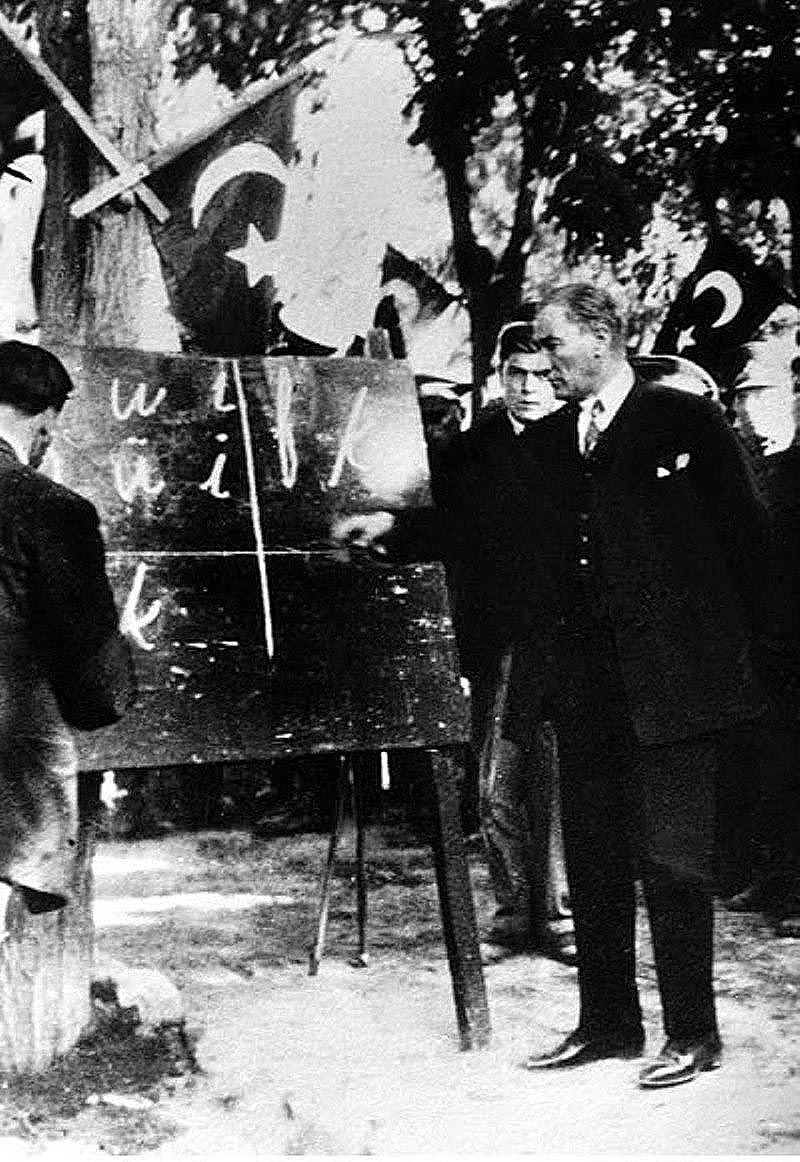

يُعد إصلاح اللغة نوعًا من تخطيط اللغة عن طريق إجراء تغيير ضخم في اللغة. لإصلاح اللغة أدوات اعتيادية هي التبسيط والتنقية. يجعل التبسيط اللغة أسهل من خلال تنظيم المفردات أو القواعد أو التسطير. تجعل التنقيةُ اللغةَ متكيفةً مع نموذج من اللغة يُرى أنه «أنقى».
تحدث إصلاحات اللغة في وقت دقيق؛ لا تناقش هذه المقالة التغييرات في اللغة التي حدثت على مدى قرون طويلة، مثل النقلة العظيمة للحروف الصوتية.

## التبسيط
يتضمن التبسيط، والذي يُعد إلى حد بعيد أكثر أشكال إصلاح اللغة شيوعًا، تبسيطَ التسطير، ومع ذلك، يمكن تبسيط التصريف والنحو والمفردات بالإضافة إلى ذلك. على سبيل المثال، في اللغة الإنجليزية بادئات تعني «عكس أو نقيض»، مثل un-، وin- أو im-، وa(n)-، وde-، وغيرها من الأمثلة. قد يقترح إصلاح اللغة حذف كل تلك البادئات المتنوعة واستبدال بادئة واحدة فقط بها، لنقل un-.
ومع ذلك، يُعد اعتماد إصلاحات للتسطير من أكثر أشكال إصلاح اللغة شيوعًا. خضعت عدة لغات رئيسية عالمية لإصلاحات بالجملة في التسطير: الإسبانية (في القرن الثامن عشر)، والبرتغالية (في عامي 1911 و1945 في البرتغال، وفي عامي 1943 و1971 في البرازيل، وفي عام 2009 في كل البلدان)، والألمانية (في الفترتين 1901-1902 و1996-1998)، والأيرلندية في عام 1948، والروسية (في عامي 1708 و1918).

## التنقية
النقائية اللغوية أو الحمائية اللغوية هي الممارسة الإجبارية لتحديد مجموعة من لغة ما وتمييزها لكونها أنقى وأعلى جودةً من المجموعات الأخرى. قد يأخذ التراجع الملحوظ أو الفعلي الذي حدده النقائيون شكل تغيير المفردات أو التوفيق بين العناصر النحوية أو الكلمات الدخيلة، وفي هذه الحالة، شكل إصلاح اللغة.

## أمثلة

### أمثلة على إصلاحات اللغة
- البلجيكية (الفلمنكية/الهولندية)؛ في الأعوام 1844 (جان فرانس ويليمس)، و1864 (ماثياس دو فري وَ ل. أ. تي وينكيل)، و1946 (مارشان)، و1996 (أكتي)، و2006.
- الكاتلانية؛ نشر بومبيو فافرا في عام 1917 معجم التهجئة، أول معجم للغة الكاتلانية. نُشر القاموس العام للغة الكاتلانية الكامل في عام 1931.
- الصينية
- (العقد الثاني من القرن العشرين)؛ الاستعاضة عن الصينية الكلاسيكية بالعامية الصينية لغةَ الكتابة الأساسية، من خلال جهود هو شين.
- اختيرت الماندارين من عدة لهجات صينية.
- (خمسينيات القرن الماضي في جمهورية الصين الشعبية)؛ غُير النص المستخدم لكتابة اللغة الأساسية من خلال تقديم أحرف صينية مبسطة (اعتمدتها سنغافورة وماليزيا لاحقًا، ولكن الأحرف الصينية التقليدية بقيت مستخدمة في تايوان وهونغ كونغ وماكاو وعدة مجتمعات صينية خارج الصين).
- التشيكية (القرن التاسع عشر)؛ ساهم معجم جوزيف جونغمان بتجديد المفردات. استُبدل بالحرف w الحرف v في أربعينيات القرن التاسع عشر.
- الهولندية (في القرن التاسع عشر والقرن العشرين)؛ في الأعوام 1883 (دي فري وَتي وينكل)، و1934 (مارشان)، و1947 (الكتيب الأخضر)، و1996 (أكتي)، و2006.
- الإستونية (العقد الأول والعقد الثاني من القرن الماضي)؛ جددت حركة الإصلاح التي قادها يوهان ف. آفيك ويوهان ف. فيسكي المفردات، واستعارت جذورًا من الفنلندية واللغات الأورالية الأخرى، وحتى أنها اخترعت جذورًا جديدة.